# Amastus erebelloides
Amastus erebelloides är en fjärilsart som beskrevs av Rothschild 1909. Amastus erebelloides ingår i släktet Amastus och familjen björnspinnare. Inga underarter finns listade i Catalogue of Life.